# 근덕면
근덕면(近德面)은 대한민국 강원특별자치도 삼척시의 면이다.

## 개요
근덕면은 삼척시의 동남방에 위치하여 동쪽은 동해, 서쪽은 노곡면, 북쪽은 사직동, 남쪽은 원덕읍에 서로 이웃을 하고 동서 18km, 남북 22.8km, 총면적 111.84km2이다. 행정구역 개편으로 1943년에는 원덕읍 초곡리와 매원리를, 1973년에는 노곡면 금계리를, 1987년에는 원덕읍 용화리와 장호리를 본 면에 편입시켰다.
- 1995년 5월 19일 : 근덕면 일대 행정 구역이 다음과 같이 통폐합되었다.

| 개정 이전        | 개정 이후         | 개정 이후        |
| 행정리           | 법정리            | 행정리           |
| ---------------- | ----------------- | ---------------- |
| 본촌리           | 상맹방리 (上孟芳) | 상맹방1리        |
| 심방리           | 상맹방리 (上孟芳) | 상맹방2리        |
| 연봉리           | 하맹방리 (下孟芳) | 하맹방1리        |
| 방림리           | 하맹방리 (下孟芳) | 하맹방2리        |
| 초당리           | 하맹방리 (下孟芳) | 하맹방3리        |
| 오리             | 교가리 (交柯)     | 교가1리          |
| 재동리           | 교가리 (交柯)     | 교가2리          |
| 시동리           | 교가리 (交柯)     | 교가3리          |
| 옥계리           | 교가리 (交柯)     | 교가4리          |
| 무릉리           | 교가리 (交柯)     | 교가5리          |
| 도원리           | 교가리 (交柯)     | 교가6리          |
| 교곡1리, 교곡2리 | 교곡리 (橋谷)     | 교곡1리, 교곡2리 |
| 시옥리           | 교곡리 (橋谷)     | 교곡3리          |
| 대진리           | 동막리 (東幕)     | 동막1리          |
| 신리             | 동막리 (東幕)     | 동막2리          |
| 성지리           | 동막리 (東幕)     | 동막3리          |
| 본동리           | 동막리 (東幕)     | 동막4리          |
| 내평리           | 동막리 (東幕)     | 동막5리          |
| 양리             | 동막리 (東幕)     | 동막6리          |
| 대평리           | 동막리 (東幕)     | 동막7리          |
| 축천리           | 궁촌리 (宮村)     | 궁촌1리          |
| 선흥리           | 궁촌리 (宮村)     | 궁촌2리          |
| 양지리           | 궁촌리 (宮村)     | 궁촌3리          |
| 구마리           | 궁촌리 (宮村)     | 궁촌4리          |
| 매원리           | 매원리 (梅院)     | 매원1리          |
| 원평리           | 매원리 (梅院)     | 매원2리          |
| 초곡리           | 초곡리 (草谷)     | 초곡1리          |
| 문암리           | 초곡리 (草谷)     | 초곡2리          |

## 행정 구역
2008년 기준이다.
| 법정리             | 행정리    | 자연마을 | 비고        |
| ------------------ | --------- | -------- | ----------- |
| 광태리(光泰里)     | 광태리    | 광태     |             |
| 교가리(交柯里)     | 교가1리   | 오리     |             |
| 교가리(交柯里)     | 교가2리   | 재동     |             |
| 교가리(交柯里)     | 교가3리   | 시동     |             |
| 교가리(交柯里)     | 교가4리   | 옥계     |             |
| 교가리(交柯里)     | 교가5리   | 무릉     |             |
| 교가리(交柯里)     | 교가6리   | 도원     |             |
| 교곡리(橋谷里)     | 교곡1리   | 양지마을 |             |
| 교곡리(橋谷里)     | 교곡2리   | 음지마을 |             |
| 교곡리(橋谷里)     | 교곡3리   | 시목     |             |
| 궁촌리(宮村里)     | 궁촌1리   | 추천     |             |
| 궁촌리(宮村里)     | 궁촌2리   | 선흥     |             |
| 궁촌리(宮村里)     | 궁촌3리   | 양지     |             |
| 궁촌리(宮村里)     | 궁촌4리   | 구마     | 구마리 편입 |
| 금계리(金鷄里)     | 금계리    | 금계     |             |
| 덕산리(德山里)     | 덕산리    | 덕산     |             |
| 동막리(東幕里)     | 동막1리   | 대진     |             |
| 동막리(東幕里)     | 동막2리   | 신리     |             |
| 동막리(東幕里)     | 동막3리   | 성지     |             |
| 동막리(東幕里)     | 동막4리   | 본동     |             |
| 동막리(東幕里)     | 동막5리   | 내평     |             |
| 동막리(東幕里)     | 동막6리   | 양리     |             |
| 동막리(東幕里)     | 동막7리   | 대평     |             |
| 매원리(梅院里)     | 매원1리   |          |             |
| 매원리(梅院里)     | 매원2리   | 원평     |             |
| 부남리(府南里)     | 부남1리   |          |             |
| 부남리(府南里)     | 부남2리   | 나릿부남 |             |
| 상맹방리(上孟芳里) | 상맹방1리 | 본촌     |             |
| 상맹방리(上孟芳里) | 상맹방2리 | 심방     |             |
| 용화리(龍化里)     | 용화1리   |          |             |
| 용화리(龍化里)     | 용화2리   |          |             |
| 장호리(莊湖里)     | 장호1리   |          |             |
| 장호리(莊湖里)     | 장호2리   |          |             |
| 초곡리(草谷里)     | 초곡1리   |          |             |
| 초곡리(草谷里)     | 초곡2리   | 문암     |             |
| 하맹방리(下孟芳里) | 하맹방1리 | 연봉     |             |
| 하맹방리(下孟芳里) | 하맹방2리 | 방림     |             |
| 하맹방리(下孟芳里) | 하맹방3리 | 초당     |             |

## 교육
- 근덕초등학교
  - 동막분교
  - 교곡분교
  - 궁촌분교
  - 양평분교
  - 마읍분교
- 맹방초등학교
- 장호초등학교
- 근덕중학교
- 장호중학교
- 삼척마이스터고등학교

## 관광
- 초당굴
- 교수당
- 삼척 영은사
- 삼척 신흥사
- 삼척 공양왕릉